# Edvaldo Valério
Edvaldo Valério (Brasil, 20 de abril de 1978) es un nadador brasileño especializado en pruebas de estilo libre, donde consiguió ser medallista de bronce olímpico en 2000 en los 4 x 100 metros.

## Carrera deportiva
En los Juegos Olímpicos de Sídney 2000 ganó la medalla de bronce en los relevos de 4 x 100 metros estilo libre, con un tiempo de 3:17.40 segundos, tras Australia (oro) y Estados Unidos (plata).